# Guri
Guri (del coreano: 구리), oficialmente Ciudad de Guri (en coreano: 구리시, Guri-si), es una ciudad en la provincia de Gyeonggi al noreste de la república de Corea del Sur. Está ubicada al centro este de Seúl a unos 13 km, por el margen del Río Han. Su área es de 33,82 km² (40% bosque) y su población total es de 194 000.
El nombre Guri del chino (九里市) significa literalmente nueve villas.

## Administración
La ciudad de Guri se divide en 8 distritos.

## Historia
Establecida desde el 1 de enero de 1986, esta ciudad calurosa de 30 °C anual, es de gran importancia en la región.

## Ciudades hermanas
- Calambá, Filipinas.

## Personajes famosos
- BoA
- Xiumin
- Ji-hyo
- So Yujin
- Doyoung